# Jarryd Dunn
Jarryd Dunn (Preston, Reino Unido, 30 de enero de 1992) es un atleta británico, especialista en la prueba de 4x400 m, con la que ha logrado ser medallista de bronce mundial en 2015.

## Carrera deportiva
En el Mundial de Pekín 2015 gana la medalla de bronce en los relevos 4x400 m, tras los estadounidenses y trinitenses.